# بوستان کوهستانی دراک
بوستان کوهستانی دراک یکی از بزرگ‌ترین بوستان‌‌های ایران است که در شهر شیراز و در دامنه کوه دراک در شمال غرب این شهر قرار دارد. فاز اول این بوستان در تابستان ۱۳۹۶ گشایش یافت و در مراحل بعد در سال های مختلف مورد مورد بهره برداری قرار گرفته است. در این بوستان می توانید هیجان عبور از یکی از طولانی ترین زیپ لاین های کشور را تجربه کنید یا از روی یکی از پل معلق های طولانی ایران بگذرید. علاقه‌مندان به کوه‌نوردی هم می توانند نهایت لذت را از آمدن به این بوستان ببرند چرا که در این بوستان مسیر مناسب سازی شده ای برای پیمایش کوه در همه فصول سال وجود دارد. همچنین هوای تمیز بوستان و چشم‌انداز زیبایی که از کوه دراک به شهر و طبیعت اطراف آن دیده می شود که یکی از جاذبه این بوستان است 

## پیشینه
عملیات ساخت این بوستان در اسفند ماه ۱۳۹۲ آغاز گردید و پس از چهار سال فاز اول آن به مساحت ۵۸۰ هکتار در تابستان ۱۳۹۶ توسط شهرداری شیراز گشایش یافت. درفاز اول امکاناتی نظیر پیست دوچرخه سواری، پیاده راه، آلاچیق، سرویس بهداشتی، زمین بازی کودکان، باغ گیاهان دارویی و… در اختیار عموم قرار گرفت و درختکاری در مجموعه به‌طور وسیع انجام شد. طرح توسعه این بوستان در فازهای دوم و سوم هم‌اکنون در حال انجام است و با ساخت سد تنگ سرخ مساحت آن به ۱۰۰۰ هکتار افزایش می‌یابد.

## امکانات
در این بوستان امکاناتی نظیر پیست دوچرخه سواری، پیاده راه، آلاچیق، سرویس بهداشتی، زمین بازی کودکان، زیپ لاین، باغ گیاهان دارویی، دریاچه مصنوعی و… وجود دارد و طرح توسعه آن نیز شامل ساخت اکواریم ، تله کابین، هتل، رستوران و فست فود، شهر بازی، زیستگاه حیوانات و باغ پرندگان و… می‌شود.

## موقعیت
این بوستان در دامنه کوه دراک واقع در شمال غرب شهر شیراز و در کنار بزرگراه حسینی الهاشمی و شهرک برف فروشان قرار دارد. ورودی مجموعه از درون شهرک برف فروشان می‌گذرد.

## نگارخانه

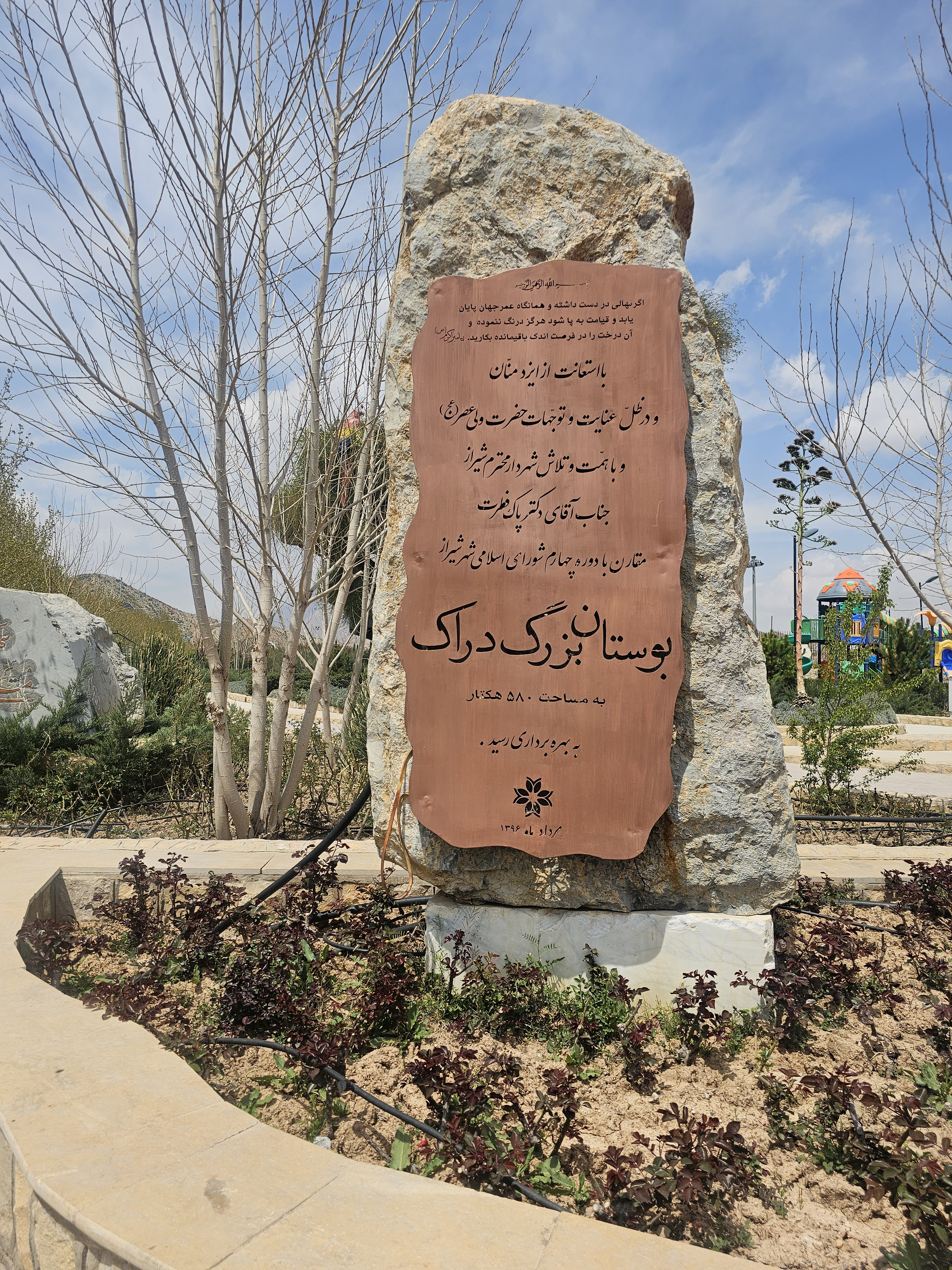
معرفی بوستان
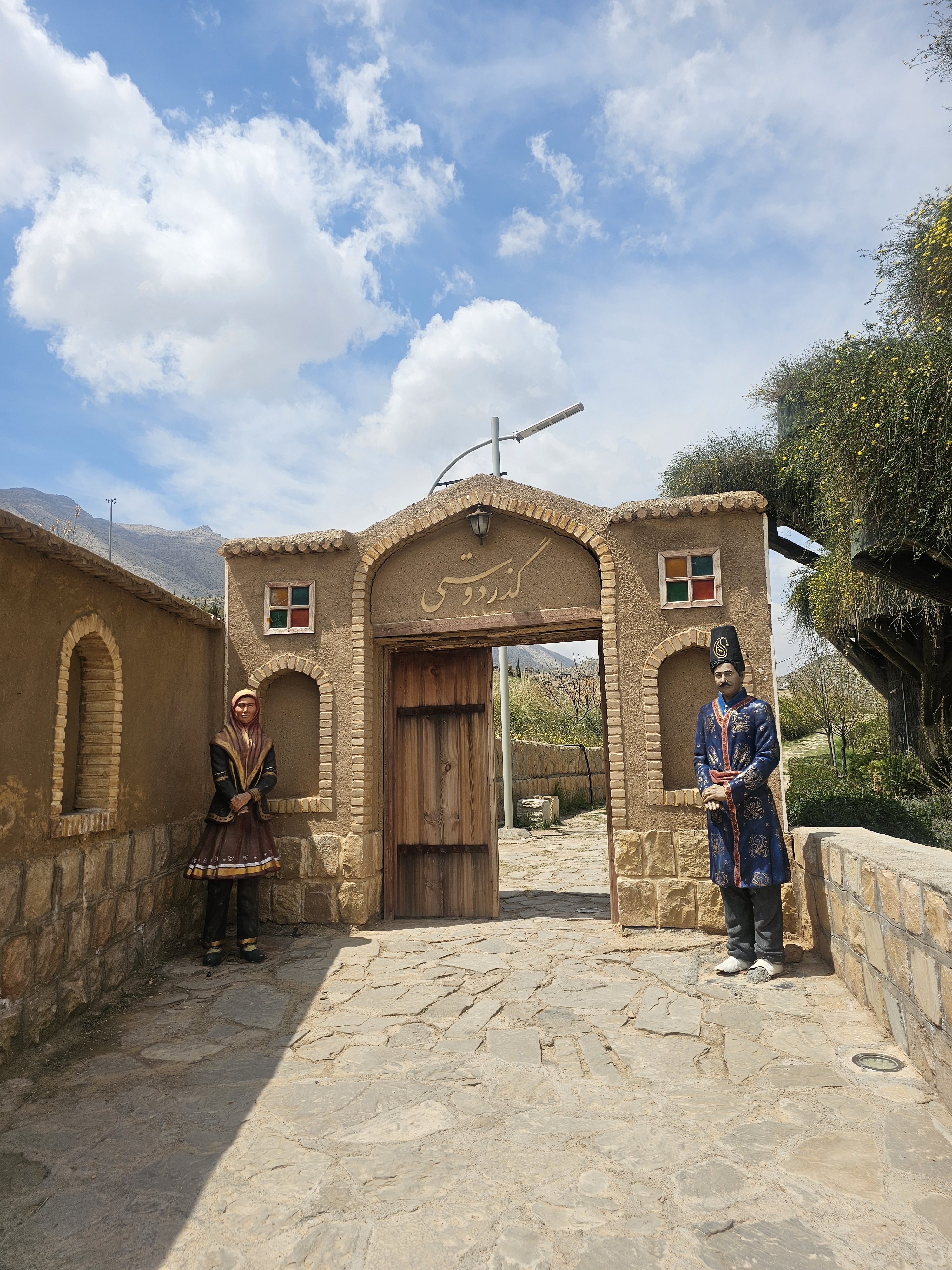
گذر دوستی
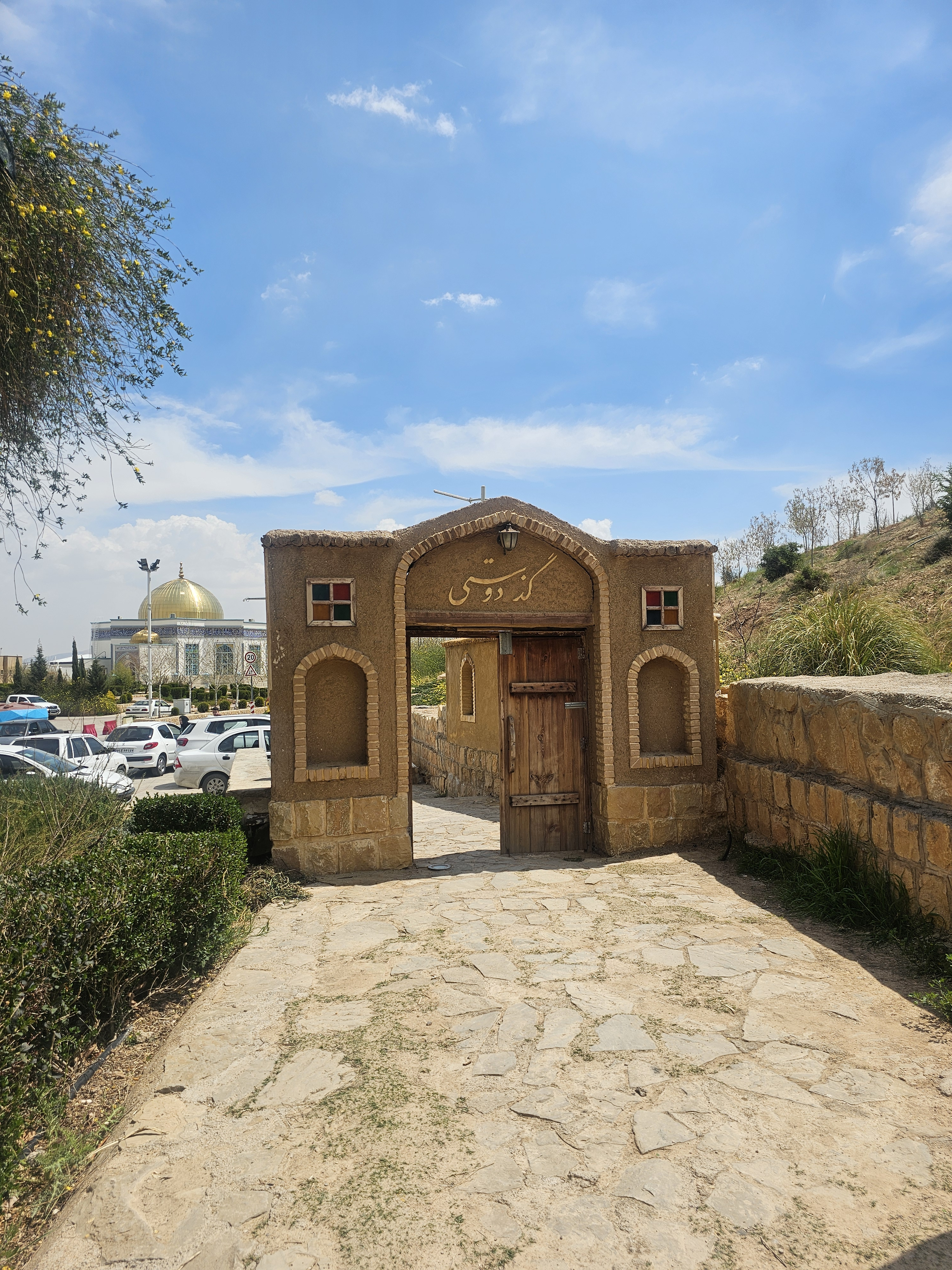
گذر دوستی
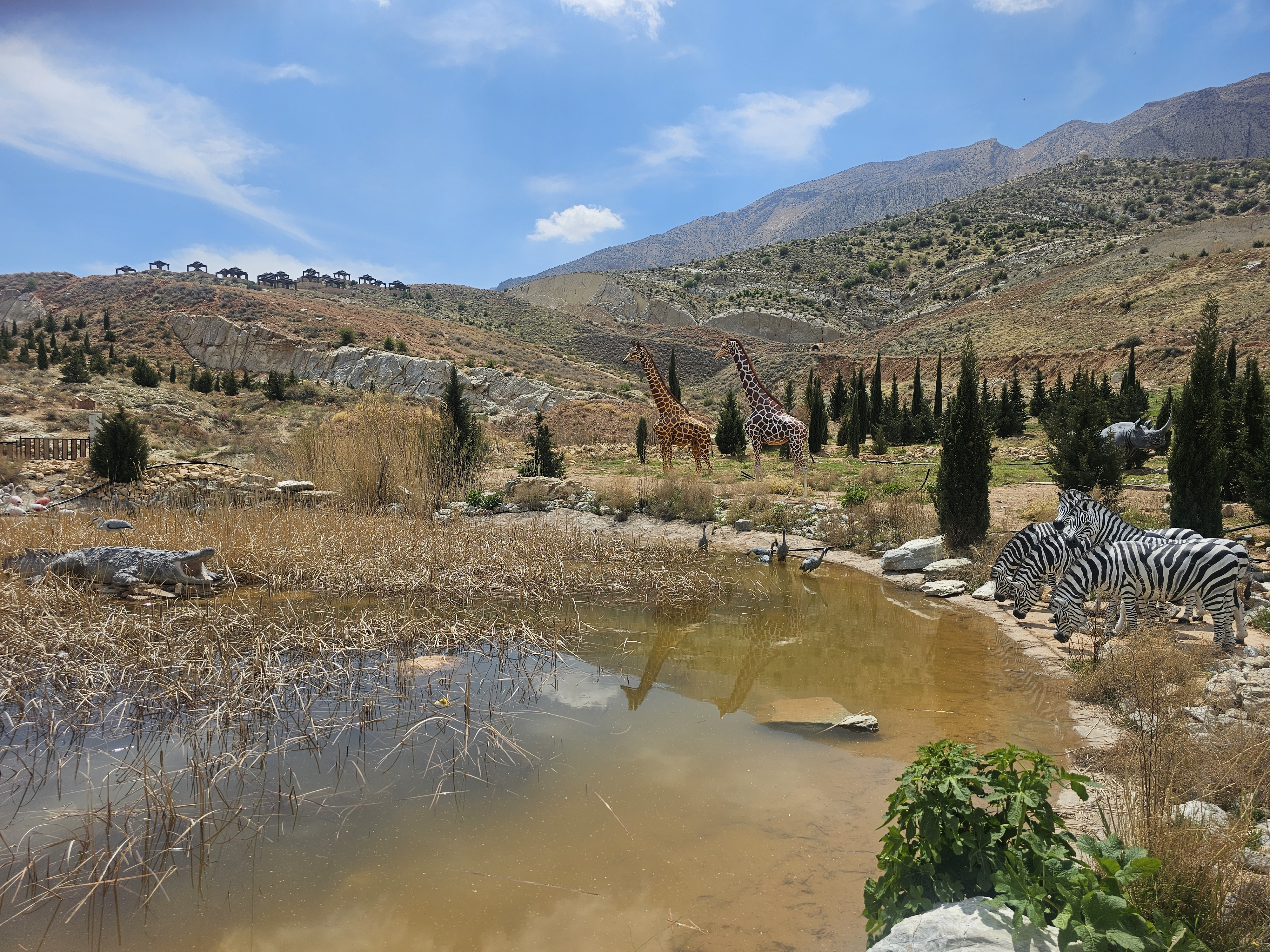
مجسمه‌های بوستان دراک
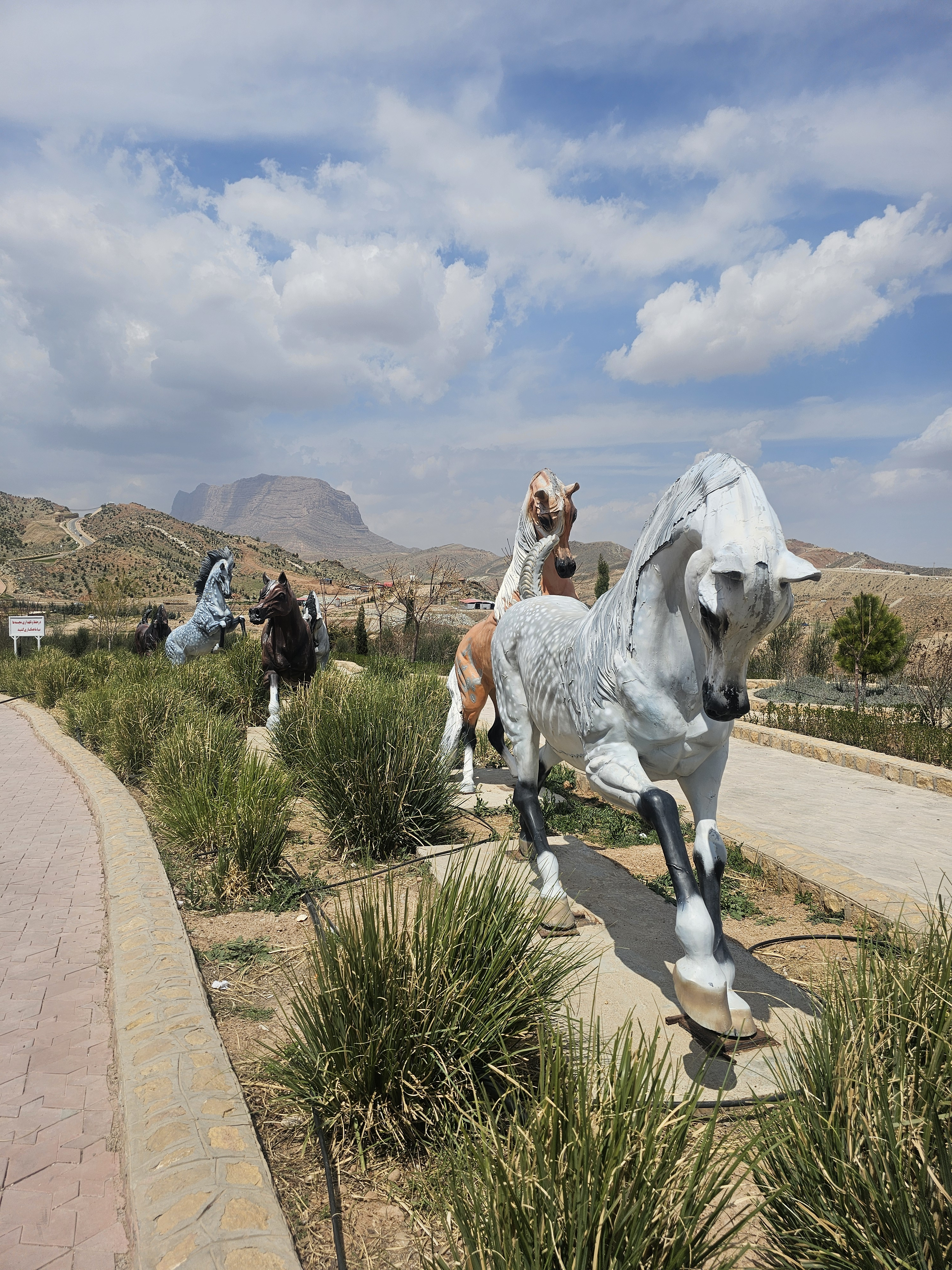
مجسمه‌های بوستان دراک
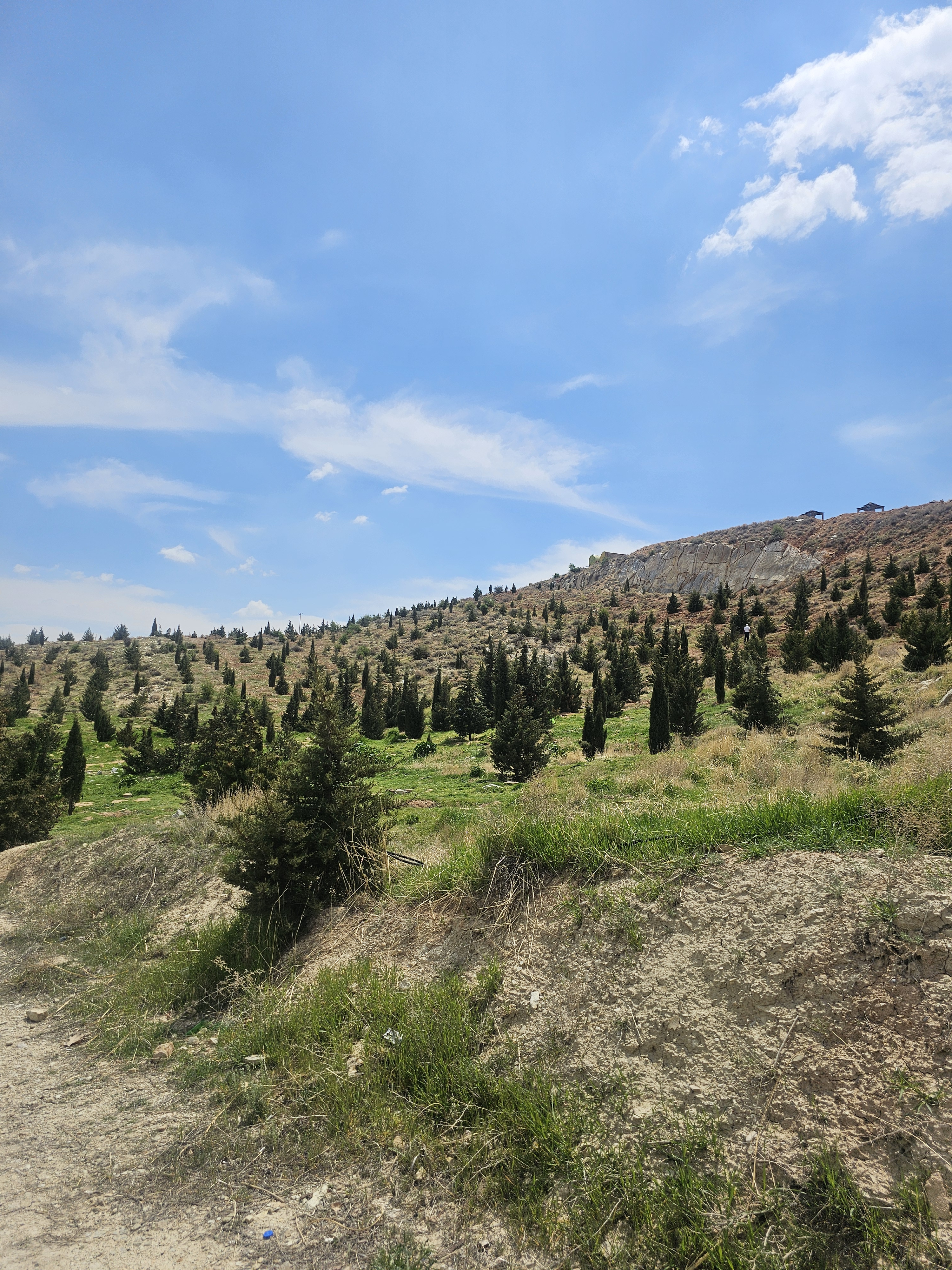
درخت‌های بوستان دراک